# Lythrodes
Lythrodes is een geslacht van vlinders van de familie Uilen (Noctuidae), uit de onderfamilie Hadeninae.

## Soorten
- L. radiatus Smith, 1903
- L. semiluna Smith, 1905
- L. tripunctata Barnes & McDunnough, 1911
- L. venatus Smith, 1903